# Герой нашого часу
«Герой нашого часу» (рос. Герой нашего времени) — перший в російській прозі лірико-психологічний роман за авторством Михайла Юрійовича Лермонтова. Вперше роман був виданий у Санкт-Петербурзі тиражем у 1000 примірників в друкарні Іллі Глазунова в 1840 році у 2 книгах.

## Персонажі твору

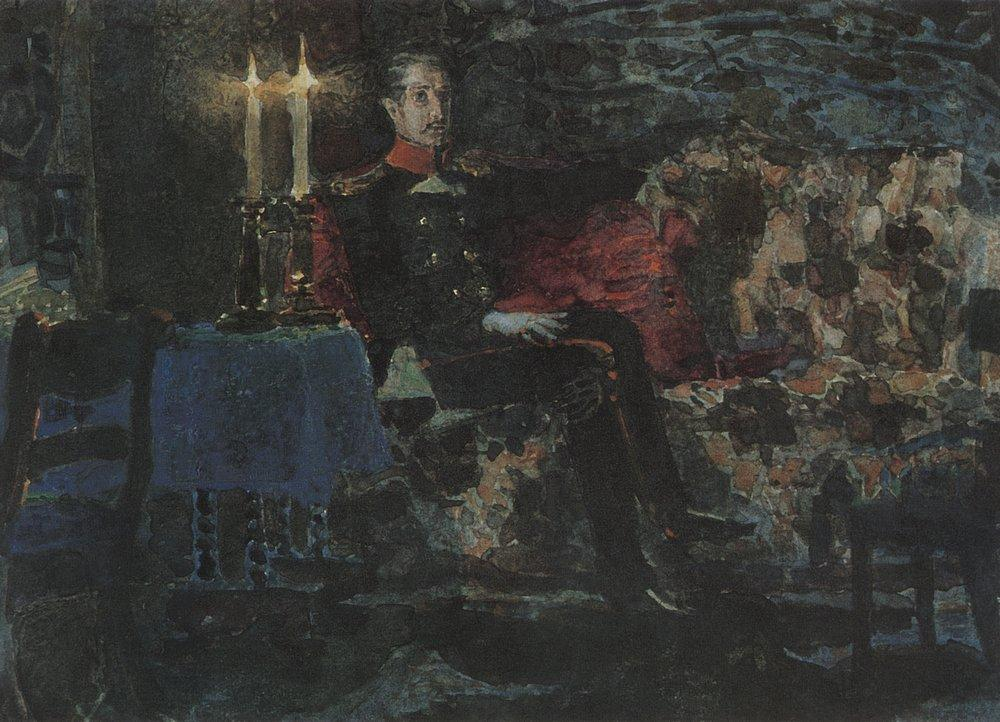
Врубель Михайло Олександрович, «Печорін на дивані», чорна акварель, 1891 р.

- Печорін Григорій Олександрович, столичний дворянин в засланні
- Максим Максимович, штабскапітан
- Бела, черкешенка-княжна
- Казбіч, парубок-черкес,
- Азамат, молодший брат Бели, черкешенки-княжни
- Мері, княжна Ліговська
- Віра, одружена пані, коханка Печоріна
- Грушницький, юнкер і хвалько
- Лікар Вернер
- Вулич, прапорщик

## Зустріч трьох персонажів і щоденники
В розділі «Максим Максимович» єдиний раз в романі відбулась випадкова зустріч трьох персонажів — головного персонажа роману Печоріна, самого Максим Максимовича та автора. Читач отримав рідкісну можливість побачити їх, оцінити їхній стан на той час і той щабель стосунків, якого вони досягли. Старий Максим Максимович виявився здатним на добрі і довгі дружні стосунки, бо возив не потрібні йому щоденники Печоріна, аби при нагоді повернути їх (а міг би давно викинути). Ймовірно, Печорін старанно вивчав самого себе в щоденниках і відкрив, що був здатен на щось значне в діяльності, але не склалось і доля — не подарувала. Тому під час зустрічі він і постає таким розчарованим, майже байдужим і до Максим Максимовича, і до власних щоденників. Покинуті щоденники відразу отримали значення для автора, котрий зробив усе можливе, аби заволодіти ними, бо це справжні ключі до живої душі випадково зустрінутого військового. Як окремі записи щоденника (що джерела — надто відверті) і постають перед читачем частини роману, не довіряти яким — важко.

## Побудова роману

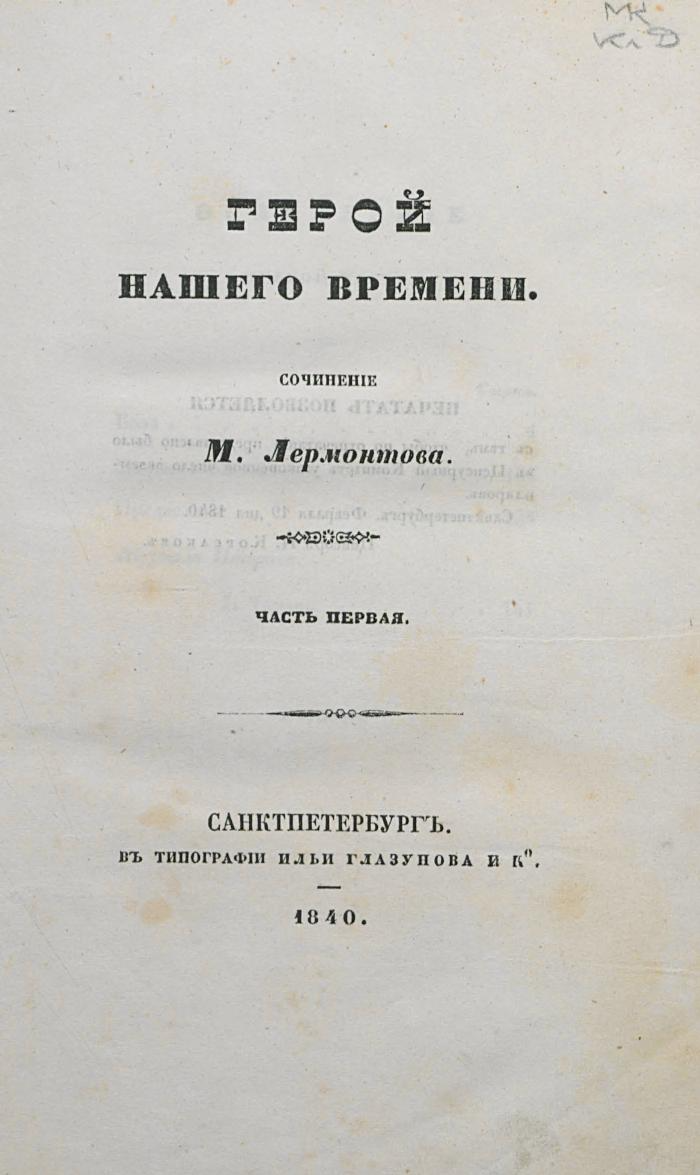
М. Лермонтов. «Герой нашого часу», прижиттєве видання 1840 р.

Є відомості, що твір Лермонтовим не планувався спочатку довгим і цілісним. Він почав працювати ще 1837 року і мужнів як особа і письменник разом із роками та створенням частин роману. У творі ще чимало від стилістики романтизму (звідси контрабандисти в Тамані, нічні спостереження за ними головного персонажа, викрадення черкешенки в розділі «Бела» із бажанням пізнати, чим відрізняється кохання дикуватої дівчини від кохання російської дворянки, практично серія експериментів над власним життям і власними почуттями головного персонажа). Але і автор, і головні персонажі роману позбавляються романтичного фльору, а події в романі постають все більш реалістичними і неминуче трагічними. Послідовність частин навмисно переплутана. І читачеві треба напружитись, аби самому відтворити послідовність окремих частин, майже не пов'язаних одна з одною, окрім головного героя, котрий проходить крізь них, розкриваючись перед читачем все новими рисами. Кожна із частин — цілком закінчена і сприймається окремим твором. Первісно вони так і друкувались. Хронологічно межі роману розтяглися на п'ять років, про це каже сам Максим Максимович.
Роман складається з кількох частин, хронологічний порядок яких порушений. Таке розташування служить особливим художнім завданням: зокрема, спочатку Печорін показується очима Максима Максимовича, а тільки потім ми бачимо його зсередини, по записах із щоденника.

### Хронологічний порядок частин
- Тамань
- Княжна Мері
- Фаталіст
- Бела
- Максим Максимович
- Передмова до «Журналу Печоріна»

Між подіями «Бели» і зустріччю Печоріна з Максимом Максимовичем на очах у оповідача в «Максимі Максимовичі» проходить п'ять років. Також в деяких наукових виданнях «Бела» і «Фаталіст» міняються місцями.

### Звичайний порядок частин
Передмова
     ЧАСТИНА ПЕРША
- I. Бела
- II. Максим Максимович

     ЖУРНАЛ ПЕЧОРІНА
- Передмова до «Журналу Печоріна»
- I. Тамань

     ЧАСТИНА ДРУГА (Закінчення журналу Печоріна)
- II. Княжна Мері
- III. Фаталіст

##### Передмова
Передмову швидко створив сам автор, бо авторські знахідки і відкриття не все пояснили читачам в першому виданні. Лермонтов пише: 
| Герой нашого часу, шановні панове, точно, портрет, та не одної людини: це портрет, створений із недоліків всього нашого покоління, в повному їх розвитку. Ви мені знову казатимете, що особа не може бути такою попсованою, а я Вам відповім, Ви ж повірили у можливість існування всіх трагічних і романтичних злодіїв, чому ж Ви не довіряєте існуванню Печоріна? Якщо Ви милувались вигадками значно більш жахливими та потворними, чому ж цей характер, навіть як вигадка, не знайшла у Вас милості? Чи не тому, що в ньому більше правди, ніж Ви того бажали?.. |
Переглядаючи роман, читач зі здивуванням помічає, що твір написав надто молодий автор («Бела» була створена першою 24-річним Лермонтовим і була звертанням поета до прози). Автор старанно працював над кожною частиною роману, не виключаючи і передмови. Збережений і первісний варіант передмови, конкретний в деталях, дещо незграбний і задерикуватий, котрий викликав роздратування і докори. 
| «Це тип;— Ви знаєте що таке тип? Я Вас вітаю. — Ви мені знову казатимете, що людина не може бути такою попсованою — а я Вам відповім, що всі Ви такі, дехто кращий, дехто гірший. Адже Ви повірили в існування Мельмота, Вампіра та інших — чому ж Ви не повірили в існування Печоріна?.. |
Але молодий автор творчо переробляв і покращував усі частини і навіть необов'язкову передмову, стилістично виправивши її і досягши лаконічності, іронічності настрою і багатозначності, котрі викликали таке захоплення Віссаріона Бєлінського.
Довгою і не такою влучною була і первісна назва роману — «Герой початку нашого століття», «Один із героїв нашого століття». Відому зараз назву «Герой нашого часу» запропонував редактор та видавець журналу «Отечественные записки» А. А. Краєвський 1841 року.

#### Частина перша

##### «Бела»
«Бела» — хронологічно середня частина сюжету, але розташована першою. Розповідь веде сам штабскапітан, котрий головував в невеликій фортеці, де стояв гарнізон російських вояків-завойовників. Адже Російська імперія вела колоніальну війну на Кавказі. Штабскапітан розповів і про першу зустріч із Григорієм Печоріним на засланні, і про неприємні події лише одного року, котрий вмістив знайомство із черкешенкою-княжною Белою, її викрадення, коротке кохання Бели та Печоріна і його охолодження до неї, смерть Бели від рук її залицяльника Казбіча та її поховання неподалік фортеці. Менший брат Бели Азамат викрав сестру для Печоріна, надто схильного до авантюр, Белу зарізав Казбіч (бо не міг примиритися з її втратою для себе і не міг віддати її росіянину), Азамат пропав безвісти, бо скоїв злочин проти батьківської родини і проти Казбіча, викравши улюбленого коня останнього. Активне втручання Печоріна в перебіг подій в родині місцевого князя і викрадення князівської доньки переломило долі відразу кількох осіб або погіршило їх. Найстрашнішою була безперспективність життєвих шляхів цих людей, для Азамата та Казбіча залишились лише шлях бандитизму та рання смерть, Печоріна перевели в новий полк (що посилить його самотність і непотрібність оточенню), бо не скінчилося його заслання, Максим Максимович залишився служити в гарнізоні, життя в якому було і залишилось небезпечним і нудним.

##### «Максим Максимович»
Максим Максимович — фактично другий головний герой роману. Іноді Печоріна та Максима Максимовича вважають антиподами, але тісно пов'язаними подіями в романі. До того ж саме йому автор завдячує збереженими щоденниками Печоріна (колись покинутими ним), котрі інший давно би вже викинув. Військовий, він давно на Кавказі і починав ще за царського намісника генерала Олексія Єрмолова. Довга служба на Кавказі — покажчик малопомісності дрібного дворянина Максима Максимовича, вимушеного службою в небезпечному краї заробляти собі на життя. Ця служба і надала якесь русло життєвому шляху штабскапітан і водночас обікрала та скалічила його. Він добропорядний служака, але не вийшов в великі чини і вже не вийде. Перебування в чужому краї, відомому в Росії як «теплий Сибір», позбавило Максима Максимовича власної родини, він — старий одинак з безпорадною старістю. Мимоволі його родиною стають чужі, випадкові люди: він симпатизує полонянці-черкешенці Белі, як рідній доньці, пильно спостерігає за драматичним розвитком кохання Печоріна і Бели, як за власним сином і невісткою, бере участь в долі полонянки більш емоційно і тепло, ніж сам Печорін, котрий діє швидше за інерцією, ніж за справжнім почуттям, яке швидко зникло. Але образ Максима Максимовича змальований в романі цілком прихильно і тепло.
Інша добропорядна фігура роману — військовий лікар Вернер, росіянин із німецьким прізвищем. Лікарю присвячена обмежена кількість рядків. Їх помітно менше навіть в порівнянні із нещедро змальованим образом Максима Максимовича. Стримано-схвильовано автор розповідає, як плакав лікар над помираючим солдатом, в черговий раз відчуваючи власне безсилля перед невмолимою смертю, могутнішою за всі зусилля лікаря. Духовні якості лікаря і його поведінка викликають повагу Григорія Печоріна — на відміну від ставлення до Грушницького, кепкування над яким цей хвалько так і не помітив.

#### Журнал Печоріна
Журналом за французькою мовою і модою в ті роки називали щоденник. Ним відкривається друга частина роману. Автор доповідає : 
| Нещодавно я дізнався, що Печорін, повертаючись із Персії, помер. Ця новина мене дуже втішила: вона надала мені право друкувати ці записи, і я скористався випадком поставити власне ім'я над чужим створінням. Дай Боже, щоби читачі не покарали мене за це невинне маніпулюваня. |
Навіть цих рядків вдосталь, аби приголомшити читачів. Григорій Печорін незрозуміло нащо помандрував у Персію, а повертаючись звідти, передчасно помер, не досягши і 30 років. Звістка про смерть Печоріна викликає радість (!) у автора, готового надрукувати його щоденники, та ще й під чужим ім'ям (!). Обуреному читачеві залишається лише заплющити очі, завмерти і запитати себе: в якому пеклі я перебуваю, якщо можна радіти чужій смерті і взагалі таке — дозволене і можливе? Це обурення передбачав і автор, що кинувся пояснювати власні незграбні дії: 
| Відтепер я повинен дещо пояснити причини, що спонукали мене відкрити публіці приховані таємниці душі людини, котру я ніколи не знав. Ну нехай би я був його другом: карколомність щирого друга зрозуміла кожному. Але я бачив його єдиний раз у житті на шляху, отже, не можу мати до нього необорної ненависті, котра була прихована під маскою дружби і лише чекала смерті або нещастя улюбленця, аби дати волю власним докорам, порадам, глузуванням і кепкуванням... Отже, лише бажання збереження чужого досвіду спонукало мене надрукувати уривки із щоденника, отриманого так випадково. Але я замінив власні імена на інші. Проте всі, про кого йдеться, можливо впізнають себе і відтепер знайдуть пояснення вчинкам, які сприймали образливими у особи, котра вже не має нічого спільного зі світом живих... |

##### «Тамань»
Григорій Печорін — петербурзький дворянин і офіцер. З офіційним дорученням він їхав в діючий полк на Кавказ і мимоволі опинився в Тамані, маленькому і провінційному приморському містечку Російської імперії. Він веде щоденник в дорозі і лише завдяки цьому ми ніби мандруємо разом із Печоріним і стаємо свідками небезпечних його пригод. Прізвище Печоріна, що повстає від назви річки Печори, має семантичну близькість з прізвищем Онєгіна. Печорін є природним продовжувачем Онєгіна, але Лермонтов йде далі: як р. Печора на північ від р. Онега, так і характер Печоріна більш індивідуалістичний, ніж характер Онєгіна.
Розділ «Тамань» — найбільш романтичний в романі. Романтизм сформувався на тлі суспільної кризи як прояв спротиву і незгоди з тенденціями кінця XVIII ст. і початку ХІХ ст. В Російській імперії романтизм запізнився і наклався на добу пізнього класицизму і ампіру, офіційно підтриманого царатом. Тому мав обмежене розповсюдження в живопису (Кіпренський Орест Адамович в портреті, Іван Айвазовський в пейзажі), в графіці (малюнки — Тома де Томон, Орест Кипренський), в архітектурі (в розповсюдженні неоготики). Найбільше романтизм відбився в російській літературі (твори Василя Жуковського, Костянтина Батюшкова, ранні поеми Олександра Пушкіна). Герой романтизму — пристрасний, живе незвичними почуттями і діями, має незвичне призначення, він в опозиції до світу чиновництва і дрібного міщанства або в конфлікті з ними. Серед цих персонажів яскраві особи-егоїсти — корсари, бандити, дрібний кримінал, контрабандисти і їх подружки пупорізки, особи стихій. Всі вони демонструють власну ініціативу і активну діяльність, мало або ніяк не рахуються з настановами моралі і будь-якої церкви.
Все це притаманно і дрібно-кримінальній родині в Тамані, де зупинився Печорін. Жагучий інтерес до старої в халупі на узбережжі, до дикуватої дівчини, що чекає парубка Янка з моря, до сліпого хлопця, що буває і шпигуном, і крадієм, і помічником контрабандиста, швидко змінився у Печоріна розчаруванням в їх романтичних рисах. Бо все це настояно на насиллі, презирстві один до одного, егоїзмі і безперспективності. Печорін це визнає і пише в щоденнику: 
| Чи не смішно було би скаржитися начальству, що сліпий хлопець був моїм крадієм, а вісімнадцятирічна дівчина ледь мене не втопила?.. Що сталося зі старою та бідним сліпим — не знаю. Та і яке мені діло до радощів і лих людських, мені, мандрівному офіцерові?.. |
Але завдяки Михайлу Лермонтову непомітна, приморська Тамань увійшла явищем в російську і світову літературу.

##### «Княжна Мері»
Розділ «Княжна Мері» міг би добре потішити невибагливих читачів, адже в ньому відверто багато різного кохання. Княгиня Ліговська любить доньку і ладна піти на компроміс заради щастя Мері, як на англійський манер вона кличе дочку. Грушницький милується собою в солдатській шинелі і палко бажає отримати взиску з власного маскараду, перш за все серед курортних жінок. Печорін кохає Віру і має взаємність, котрою мало хто може похвалитися. Мері закохана в Печоріна, але не має взаємин і не може їх мати, бо серце Григорія давно віддане Вірі. Але вона одружена пані і її чоловік не може поступитися власною дружиною заради задерикуватого офіцера. Багато чого пояснює черговий запис в щоденнику Григорія Печоріна від третього червня: 
| Я часто запитую себе, навіщо я так уперто домагаюсь кохання молоденької дівчини, звабити яку я не планую і з якою ніколи не одружуся? До чого це майже жіноче кокетування? Віра мене кохає більше ніж княжна Мері буде кохати будь коли; аби я сприймав її непереможною красунею, я міг би спокуситися важкістю завдання... Але цього нема! Тобто, це не прагнення кохання перших років молодості, котре кидає нас від однієї жінки до іншої, доки не знайдем тую, котра нас терпіти не може: тут починається наша постійність, нескінченна пристрасть, котру математично можна уявити як математичну крапку і промінь у постір. Секрет цієї безмежності - в нездатності досягти мети, тобто кінця. Заради чого мій клопіт! Із заздрості до Грушницького? Порожня бульбашка! Він і заздрості — не вартий... |
В провінційному курорті і в побуті Печорін марнує життя на дріб'язки, тішить себе небезпечним і довгим дратуванням інших. На курорті, на водах ця егоїстична поведінка Печоріна закінчиться прихованим адюльтером з одруженою Вірою, холодним суперництвом-фліртом і розчаруванням княжни Мері і реальним убивством Грушницького на дуелі. Відтоді Печоріна чекають розжалування за дуель та убивство і небезпечна служба в віддалених фортецях і гарнізонах.

##### «Фаталіст»
…
«Фаталіст» — надзвичайно коротка частина роману, котра вмістила трагічні події лише одного вечора і закінчилася несподіваною смертю прапорщика Вулича. Товариство офіцерів сильно нудьгує в провінційному гарнізоні і вечорами довго грає в карти. Вибір їх розваг в дозвілля невеликий: карти, горілчані напої, залицяння до місцевих жінок. Розважається і сам Печорін з дівчиною Настею, донькою старого урядника, у котрого тимчасово мешкає. Саме розважається, бо уважний читач пам'ятає, що Григорій Печорін кохав Віру, доля з якою їх розвела назавжди. Знуджені офіцери покинули карти і зачепили тему долі. В розмову втрутився Вулич, котрий побажав випробувати власну долю тут і зараз — пострілом у власну голову. Побилися об заклад у двадцять червонців, повну суму яких не змогли навіть зібрати. Між Печоріним і Вуличем виникає окремий діалог, бо розвинена інтуїція Печоріна підказала тому, що на обличчі Вулича — печатка смерті. Тієї ж ночі Вулича зарубав на смерть станичний козак-п'яничка, випадково зустрівшись. Випробувати власну вдачу тієї ж ночі забажав і відчайдух Григорій Печорін, що кинувся в хату, де сховався козак, аби знешкодити злодія.
Небагатьма рисами автор змалював страшний плин життя малої станиці, де мешканцям надані вільні можливості смертельно нудьгувати і пиячити, коїти злочини, спокійно божеволіти від нудьги, від карт, від пияцтва. І саме тому «Фаталіст» — найстрашніший і найтрагічніший розділ взагалі трагічного роману.

## Образ Печоріна
Навіть досить коротка частина роману (йдеться про «Фаталіста») виявилась надзвичайно важливою для характеристики Григорія Печоріна та його місця в оточенні. Зовнішньо він веде той же нудний спосіб життя, що і гарнізонні офіцери в дальній провінції: грає в карти, залицяється від нудьги, бере вимушену участь в побутових і страшних подіях станиці. Але він надто відрізняється від оточення (за авторськими свідченнями) і розвиненою інтуїцією, і значною власною освітою, і відчайдушністю, сміливістю. Адже Печорін — єдиний з оточення напророкував смерть Вуличу, єдиний кинувся знешкоджувати казака-убивцю. Печорін повернувся в фортецю і розповів про події Максиму Максимовичу. Але замість аналізу подій і власних думок про долю почув розпити, а що таке доля та нудоту про невдалу азійську зброю. Штабскапітан не знав про це поняття, не мав і власного ставлення до нього, бо НЕ любив метафізичних тем (метафізика — це філософія). Отже, Максим Максимович не мав доброї освіти і НЕ читав книжок, на відміну від Печоріна, котрий якраз мав і добру освіту, і широкі погляди, і цікавився не тільки метафізикою. Образ Печоріна — одне з художніх відкриттів Лермонтова. Печорін — особистість неординарна і спірна. Він може скаржитися на протяг, а через деякий час скакати з шашкою наголо на ворога. Образ Печоріна по чолі «Максим Максимович»: "Він був середнього зросту; стрункий, тонкий стан його й широкі плечі доводили міцне складання, здатне переносити всі труднощі кочового життя і зміни клімату, які не переможене ні розпустою столичного життя, ні бурями душевними … ".
Автор подав офіцера Григорія Печоріна тільки в побутових ситуаціях — на станції, у фортеці, на курорті. Але в короткому «Фаталісті» він постав ініціативним, ризиковим, швидким на рішення і їх реалізацію навіть в побуті, отже, таким же був офіцером і на війні. Він платить холодною ввічливістю і байдужістю доброму, але надто обмеженому Максиму Максимовичу, а хвалька Грушницького просто карає за незграбне, непотрібне акторство в реальному житті. Втручання Печоріна (особи неординарної і ексцентричної) в приватне життя людей із оточення зазвичай закінчується розчаруванням чи справжнім горем, бо він перебрав на себе роль ментора, залишивши пересічним особам ролі учнів і жертв. Його поведінка була би іншою за оцінками і корисною для суспільства, аби ця ініціатива була витрачена на творчість чи наукові дослідження.
Низку експериментів над власним, змарнованим на дрібниці життям і життям інших перериває лише рання смерть Печоріна.

## Переклади українською
Дотепер відомі два переклади «Героя нашого часу» українською мовою: переклади Гната Хоткевича та Олексія Кундзіча. Повним перекладом є лише дві редакції перекладу Кундзіча; Хоткевич переклав тільки передмову до роману та уривок з розділу «Бела». Український переклад Кундзіча має дві редакції: 1951-го та 1964-го років, в окремих випадках вони суттєво відрізняються одна від одної.
- Михайло Лермонтов. Герой нашого часу. Переклад з російської: Олексій Кундзіч. Київ: Дніпро, 1951. 199 стор.
  - (передрук) Михайло Лермонтов. Герой нашого часу. Переклад з російської: Олексій Кундзіч. Київ: Дніпро, 1964. 199 стор.

## Вивчення в школі
За програмою зарубіжної літератури для 5-9 класи школи (2012 зі змінами 2015—2017) роман вивчається в 9 класі // https://mon.gov.ua/ua/osvita/zagalna-serednya-osvita/navchalni-programi/navchalni-programi-5-9-klas